# Nikolai Nikolajewitsch Komlitschenko
Nikolai Nikolajewitsch Komlitschenko (russisch Николай Николаевич Комличенко; * 29. Juni 1995 in Plastunowskaja) ist ein russischer Fußballspieler.

## Karriere

### Verein
Komlitschenko begann seine Karriere beim FK Krasnodar. Zur Saison 2013/14 rückte er in den Kader der drittklassigen Zweitmannschaft von Krasnodar. Im November 2013 stand er gegen Terek Grosny auch erstmals im Profikader. Im März 2014 debütierte er schließlich für die Profis in der Premjer-Liga, als er am 21. Spieltag der Saison 2013/14 gegen Tom Tomsk in der 73. Minute für Ari eingewechselt wurde. Bis Saisonende kam er zu vier Einsätzen in der höchsten russischen Spielklasse, zudem spielte er 22 Mal für Krasnodar-2 in der Perwenstwo PFL.
Nachdem er in der Hinrunde der Saison 2014/15 ausschließlich für Krasnodar-2 gespielt hatte, wurde er im Januar 2015 an den Drittligisten Tschernomorez Noworossijsk verliehen. Bis Saisonende kam er in Noworossijsk zu 13 Einsätzen in der dritthöchsten Spielklasse, in denen er zwei Tore erzielte. Zur Saison 2015/16 kehrte er wieder nach Krasnodar zurück, wo er fortan nur noch für Krasnodar-2 spielte. Für die Zweitmannschaft kam er in jener Spielzeit zu 24 Einsätzen, in denen er ebenso viele Tore erzielte und damit Torschützenkönig der Gruppe Süd der Perwenstwo PFL wurde.
Zur Saison 2016/17 wurde Komlitschenko nach Tschechien an den Erstligisten Slovan Liberec verliehen. Während der halbjährigen Leihe kam er zu zwölf Einsätzen in der EPojisteni.cz liga, in denen er drei Mal traf. Im Januar 2017 kehrte wieder nach Krasnodar zurück. Dort kam er bis Saisonende neunmal für Krasnodar-2 zum Einsatz. Im Juli 2017 wurde er ein zweites Mal nach Tschechien verliehen, diesmal an den FK Mladá Boleslav. In der Saison 2017/18 absolvierte der Stürmer 17 Spiele in der höchsten tschechischen Spielklasse, in denen er vier Tore machte.
Nach eineinhalb Jahren Leihe verpflichtete Mladá Boleslav ihn im Januar 2019 fest. In der Saison 2018/19 gelang ihm der Durchbruch in der tschechischen Liga und mit 24 Toren in 27 Spielen wurde der Russe überlegen Torschützenkönig der Liga, auf den zweitbesten Torschützen, Jean-David Beauguel, hatte er zehn Tore Vorsprung. In der Spielzeit 2019/20 kam er bis zur Winterpause auf zehn Tore in 15 Spielen. Im Januar 2020 kehrte Komlitschenko nach Russland zurück und schloss sich dem FK Dynamo Moskau an. Bis zum Ende der Saison kam er zu elf Einsätzen für die Moskauer in der Premjer-Liga und traf dabei drei Mal. In der Saison 2020/21 absolvierte er 25 Erstligapartien, in denen er vier Tore erzielte.
Zur Saison 2021/22 wurde er an den Ligakonkurrenten FK Rostow mit Kaufoption verliehen. Am 10. Juli 2022 wechselte er dauerhaft zum FK Rostow und unterschrieb einen Vierjahresvertrag. Am 1. Juni 2025, nach der Niederlage Rostows im Finale des russischen Pokals 2025, gab Komlitschenko bekannt, den Verein zu verlassen.

### Nationalmannschaft
Komlitschenko kam im Februar 2014 zu zwei Einsätzen für die russische U-19-Auswahl. Von Oktober 2014 bis Oktober 2016 absolvierte er sechs Partien im U-21-Team. Im September 2019 stand er gegen Kasachstan erstmals im Kader der A-Nationalmannschaft. Sein Debüt für diese gab er im Oktober 2019, als er in der EM-Qualifikation gegen Schottland in der 86. Minute für Artjom Dsjuba eingewechselt wurde. Im November 2019 erzielte er bei einem 5:0-Sieg gegen San Marino sein erstes Tor für Russland.

## Persönliches
Sein gleichnamiger Vater (* 1973) war ebenfalls Fußballspieler. Er spielte einige Spiele in der 1. Division in Russland.